# Calcio Catania 1981-1982
Questa voce raccoglie le informazioni riguardanti il Calcio Catania nelle competizioni ufficiali della stagione 1981-1982.

## Stagione
Viene confermato sulla panca etnea Guido Mazzetti reduce da un soddisfacente campionato, ma bloccato da un cavillo burocratico, per raggiunto limite di età, che gli impedisce di allenare, ufficialmente va in panchina Giorgio Michelotti vecchia gloria degli anni Sessanta e ormai catanese doc, così Sor Guido assume la carica di direttore tecnico. In campionato il Catania va forte nel girone di andata chiuso al terzo posto con 23 punti, ma poi si ferma, nel girone di ritorno con 16 partite consecutive senza vittoria, raccoglie solo 15 punti, vivendo di rendita. Si chiude con un onorevole nono posto con 38 punti in 38 partite. 
Gemelli del goal catanesi per questa stagione, entrambi con 10 reti a testa il romano Angelo Crialesi ed il possente centravanti Aldo Cantarutti. In Coppa Italia la squadra etnea disputa il settimo girone di qualificazione, che promuove ai quarti di finale la Reggiana.

## Rosa
| N. |                   | Ruolo | Calciatore             |
| -- | ----------------- | ----- | ---------------------- |
|    | Italia (bandiera) | C     | Lorenzo Barlassina     |
|    | Italia (bandiera) | D     | Mirco Brilli           |
|    | Italia (bandiera) | A     | Aldo Cantarutti        |
|    | Italia (bandiera) | C     | Federico Caputi        |
|    | Italia (bandiera) | C     | Renzo Castagnini       |
|    | Italia (bandiera) | D     | Francesco Ciampoli     |
|    | Italia (bandiera) | A     | Angelo Crialesi        |
|    | Italia (bandiera) | P     | Antonio Dal Poggetto   |
|    | Italia (bandiera) | C     | Marcello Gamberini     |
|    | Italia (bandiera) | D     | Michelangelo Giuffrida |
|    | Italia (bandiera) | A     | Michele Marino         |

| N. |                   | Ruolo | Calciatore          |
| -- | ----------------- | ----- | ------------------- |
|    | Italia (bandiera) | D     | Renato Miele        |
|    | Italia (bandiera) | C     | Damiano Morra       |
|    | Italia (bandiera) | D     | Pier Giuseppe Mosti |
|    | Italia (bandiera) | P     | Andrea Pazzagli     |
|    | Italia (bandiera) | D     | Rosario Picone      |
|    | Italia (bandiera) | P     | Roberto Sorrentino  |
|    | Italia (bandiera) | D     | Luigi Tarallo       |
|    | Italia (bandiera) | D     | Danilo Tedoldi      |
|    | Italia (bandiera) | C     | Giuseppe Testa      |
|    | Italia (bandiera) | C     | Enrico Vella        |

## Risultati

### Serie B

#### Girone di andata
| Arbitro: | Pezzella (Frattamaggiore) |

|  |           |                   |
|  | Marcatori | 10’ (aut.) Bianco |

| Arbitro: | Angelelli (Terni) |

|  |           |                                 |
|  | Marcatori | 45’ (aut.) Barlassina 83’ Mauti |

| Arbitro: | Esposito (Torre del Greco) |

|                                                                         |           |              |
| Ciampoli 18’ (aut.) Todesco 30’ Gozzoli 45’ Bertoni 47’ Bergamaschi 85’ | Marcatori | 88’ Crialesi |

| Arbitro: | Bianciardi (Siena) |

|                             |           |                       |
| Crialesi 16’ Cantarutti 85’ | Marcatori | 47’ (rig.) Cavagnetto |

| Arbitro: | Pairetto (Torino) |

|                     |           |             |
| Testa 61’ Mosti 63’ | Marcatori | 16’ Ronzani |

| Arbitro: | Falzier (Treviso) |

|                   |           |                |
| Nobili 70’ (rig.) | Marcatori | 16’ Cantarutti |

| Arbitro: | Milan (Treviso) |

|              |           |  |
| Crialesi 69’ | Marcatori |  |

| Arbitro: | Magni (Bergamo) |

|  |           |                |
|  | Marcatori | 16’ Cantarutti |

| Catania 8 novembre 1981 9ª giornata | Catania  | 0 – 0 | Reggiana | Stadio Cibali\| Arbitro: \| Patrussi \| |
| Arbitro:                            | Patrussi |       |          |                                         |

| Arbitro: | Bergamo (Livorno) |

|             |           |  |
| Finardi 77’ | Marcatori |  |

| Arbitro: | Prati (Parma) |

|                       |           |              |
| Vella 1’ Crialesi 21’ | Marcatori | 41’ Cozzella |

| San Benedetto del Tronto 29 novembre 1981 12ª giornata | Sambenedettese    | 0 – 0 | Catania | Stadio Fratelli Ballarin\| Arbitro: \| Angelelli (Terni) \| |
| Arbitro:                                               | Angelelli (Terni) |       |         |                                                             |

| Arbitro: | Pirandola (Lecce) |

|              |           |           |
| Desolati 78’ | Marcatori | 90’ Miele |

| Catania 13 dicembre 1981 14ª giornata | Catania               | 0 – 0 | Lecce | Stadio Cibali\| Arbitro: \| Ballerini (La Spezia) \| |
| Arbitro:                              | Ballerini (La Spezia) |       |       |                                                      |

| Arbitro: | Milan (Treviso) |

|          |           |  |
| Giani 5’ | Marcatori |  |

| Arbitro: | Barbaresco (Cormons) |

|                                  |           |                    |
| Gamberini 49’ Cantarutti 61’ 65’ | Marcatori | 16’ (rig.) De Rosa |

| Arbitro: | Prati (Parma) |

|                          |           |           |
| Morra 14’ Cantarutti 75’ | Marcatori | 72’ Penzo |

| Cava de' Tirreni 17 gennaio 1982 18ª giornata | Cavese          | 0 – 0 | Catania | Stadio Comunale\| Arbitro: \| Magni (Bergamo) \| |
| Arbitro:                                      | Magni (Bergamo) |       |         |                                                  |

| Arbitro: | Tonolini (Milano) |

|              |           |            |
| Crialesi 16’ | Marcatori | 5’ Bilardi |

#### Girone di ritorno
| Arbitro: | Falzier (Treviso) |

|                            |           |            |
| Cantarutti 9’ Crialesi 50’ | Marcatori | 89’ Bordon |

| Arbitro: | Agnolin (Bassano del Grappa) |

|             |           |           |
| Braghin 42’ | Marcatori | 16’ Testa |

| Arbitro: | Menegali (Roma) |

|           |           |               |
| Morra 64’ | Marcatori | 53’ Birigozzi |

| Arbitro: | Casarin (Milano) |

|                                   |           |           |
| Bernardini 62’ Bacci 82’ Ambu 89’ | Marcatori | 65’ Morra |

| Arbitro: | Ciulli (Roma) |

|                        |           |             |
| Iorio 19’ Armenise 69’ | Marcatori | 72’Crialesi |

| Arbitro: | Esposito (Torre del Greco) |

|                |           |           |
| Barlassina 72’ | Marcatori | 8’ Amenta |

| Arbitro: | Facchin (Udine) |

|            |           |  |
| Zanone 17’ | Marcatori |  |

| Arbitro: | Tonolini (Milano) |

|           |           |              |
| Testa 57’ | Marcatori | 69’ Ferretti |

| Reggio Emilia 4 aprile 1982 28ª giornata | Reggiana          | 0 – 0 | Catania | Stadio Mirabello\| Arbitro: \| Pirandola (Lecce) \| |
| Arbitro:                                 | Pirandola (Lecce) |       |         |                                                     |

| Arbitro: | Lops (Torino) |

|                |           |            |
| Cantarutti 22’ | Marcatori | 12’ Bononi |

| Arbitro: | Giaffreda (Roma) |

|                     |           |  |
| Ciampoli 16’ (aut.) | Marcatori |  |

| Arbitro: | Polacco (Conegliano) |

|              |           |                      |
| Crialesi 33’ | Marcatori | 19’ (aut.) Gamberini |

| Catania 2 maggio 1982 32ª giornata | Catania           | 0 – 0 | Pistoiese | Stadio Cibali\| Arbitro: \| Tonolini (Milano) \| |
| Arbitro:                           | Tonolini (Milano) |       |           |                                                  |

| Arbitro: | Parussini (Udine) |

|                                 |           |           |
| Barlassina 38’ (aut.) Bruno 72’ | Marcatori | 59’ Vella |

| Arbitro: | Altobelli (Roma) |

|                |           |                |
| Barlassina 55’ | Marcatori | 16’ Castronaro |

| Arbitro: | Facchin (Udine) |

|               |           |  |
| Montesano 50’ | Marcatori |  |

| Arbitro: | Pairetto (Torino) |

|                                  |           |                          |
| Guidolin 13’ Penzo 36’, 49’, 84’ | Marcatori | 48’ Cantarutti 56’ Vella |

| Arbitro: | Tubertini (Bologna) |

|                                           |           |                |
| Vella 8’ Crialesi 20’, 75’ Cantarutti 23’ | Marcatori | 16’ De Tommasi |

| Arbitro: | Agnolin (Bassano del Grappa) |

|                   |           |  |
| Saltutti 16’, 88’ | Marcatori |  |

### Coppa Italia

#### Primo turno
| Arbitro: | Altobelli (Roma) |

|            |           |  |
| Bordon 26’ | Marcatori |  |

| Arbitro: | Angelelli (Terni) |

|  |           |                                     |
|  | Marcatori | 22’, 38’ Bivi 76’ Sabato 78’ Borghi |

| Arbitro: | Tonolini (Milano) |

|                                 |           |             |
| Barlassina 59’ (rig.) Morra 62’ | Marcatori | 73’ Rognoni |

| 2 settembre 1981 4ª giornata |  | – Riposo |  |  |

| Arbitro: | Facchin (Udine) |

|             |           |  |
| Vailati 73’ | Marcatori |  |

## Statistiche

### Statistiche di squadra
| Competizione | Punti | In casa | In casa | In casa | In casa | In casa | In casa | In trasferta | In trasferta | In trasferta | In trasferta | In trasferta | In trasferta | Totale | Totale | Totale | Totale | Totale | Totale | DR |
| Competizione | Punti | G       | V       | N       | P       | Gf      | Gs      | G            | V            | N            | P            | Gf           | Gs           | G      | V      | N      | P      | Gf     | Gs     | DR |
| ------------ | ----- | ------- | ------- | ------- | ------- | ------- | ------- | ------------ | ------------ | ------------ | ------------ | ------------ | ------------ | ------ | ------ | ------ | ------ | ------ | ------ | -- |
| Serie B      | 38    | 19      | 8       | 10      | 1       | 25      | 16      | 19           | 3            | 6            | 10           | 13           | 25           | 38     | 11     | 16     | 11     | 38     | 41     | -3 |
| Coppa Italia | 2     | 2       | 1       | 0       | 1       | 2       | 5       | 2            | 0            | 0            | 2            | 0            | 2            | 4      | 1      | 0      | 3      | 2      | 7      | -5 |
| Totale       |       | 21      | 9       | 10      | 2       | 27      | 21      | 21           | 3            | 6            | 12           | 13           | 27           | 42     | 12     | 16     | 14     | 40     | 48     | -8 |

### Statistiche dei giocatori
| Giocatore       | Serie B  | Serie B | Serie B     | Serie B    | Coppa Italia | Coppa Italia | Coppa Italia | Coppa Italia | Totale   | Totale | Totale      | Totale     |
| Giocatore       | Presenze | Reti    | Ammonizioni | Espulsioni | Presenze     | Reti         | Ammonizioni  | Espulsioni   | Presenze | Reti   | Ammonizioni | Espulsioni |
| --------------- | -------- | ------- | ----------- | ---------- | ------------ | ------------ | ------------ | ------------ | -------- | ------ | ----------- | ---------- |
| L. Barlassina   | 35       | 2       | ?           | ?          | ?            | ?            | ?            | ?            | 35+      | 2+     | ?           | ?          |
| M. Brilli       | 29       | 0       | ?           | ?          | ?            | ?            | ?            | ?            | 29+      | 0+     | ?           | ?          |
| A. Cantarutti   | 36       | 10      | ?           | ?          | ?            | ?            | ?            | ?            | 36+      | 10+    | ?           | ?          |
| F. Caputi       | 20       | 0       | ?           | ?          | ?            | ?            | ?            | ?            | 20+      | 0+     | ?           | ?          |
| R. Castagnini   | 26       | 0       | ?           | ?          | ?            | ?            | ?            | ?            | 26+      | 0+     | ?           | ?          |
| F. Ciampoli     | 32       | 0       | ?           | ?          | ?            | ?            | ?            | ?            | 32+      | 0+     | ?           | ?          |
| A. Crialesi     | 35       | 10      | ?           | ?          | ?            | ?            | ?            | ?            | 35+      | 10+    | ?           | ?          |
| A. Dal Poggetto | 3        | -5      | ?           | ?          | ?            | ?            | ?            | ?            | 3+       | -5+    | ?           | ?          |
| M. Gamberini    | 24       | 1       | ?           | ?          | ?            | ?            | ?            | ?            | 24+      | 1+     | ?           | ?          |
| M. Giuffrida    | 1        | 0       | ?           | ?          | ?            | ?            | ?            | ?            | 1+       | 0+     | ?           | ?          |
| M. Marino       | 4        | 0       | ?           | ?          | ?            | ?            | ?            | ?            | 4+       | 0+     | ?           | ?          |
| R. Miele        | 33       | 1       | ?           | ?          | ?            | ?            | ?            | ?            | 33+      | 1+     | ?           | ?          |
| D. Morra        | 36       | 3       | ?           | ?          | ?            | ?            | ?            | ?            | 36+      | 3+     | ?           | ?          |
| P. Mosti        | 35       | 1       | ?           | ?          | ?            | ?            | ?            | ?            | 35+      | 1+     | ?           | ?          |
| A. Pazzagli     | 1        | -2      | ?           | ?          | ?            | ?            | ?            | ?            | 1+       | -2+    | ?           | ?          |
| R. Picone       | 5        | 0       | ?           | ?          | ?            | ?            | ?            | ?            | 5+       | 0+     | ?           | ?          |
| R. Sorrentino   | 35       | -34     | ?           | ?          | ?            | ?            | ?            | ?            | 35+      | -34+   | ?           | ?          |
| L. Tarallo      | 4        | 0       | ?           | ?          | ?            | ?            | ?            | ?            | 4+       | 0+     | ?           | ?          |
| D. Tedoldi      | 22       | 0       | ?           | ?          | ?            | ?            | ?            | ?            | 22+      | 0+     | ?           | ?          |
| G. Testa        | 20       | 3       | ?           | ?          | ?            | ?            | ?            | ?            | 20+      | 3+     | ?           | ?          |
| E. Vella        | 35       | 4       | ?           | ?          | ?            | ?            | ?            | ?            | 35+      | 4+     | ?           | ?          |